# جوي دادمحمد
جوي دادمحمد (بالفارسية: جوی دادمحمد) هي قرية تقع في قسم جلغة تشاة هاشم الريفي (مقاطعة دلغان) في إيران. يقدر عدد سكانها بـ 0 نسمة بحسب إحصاء 2016.